# Timolftaleină
Timolftaleina este un indicator din clasa coloranților triarilmetanici, cu un domeniu de viraj 9,3-10,5. Compusul prezintă și un efect laxativ.

## Obținere
Timolftaleina poate fi sintetizată în urma reacției dintre timol și anhidridă ftalică: